# براندون، سافک
longitudeبراندون، سافکlatitudeبراندون، سافک
براندون، سافک (به انگلیسی: Brandon, Suffolk) یک شهرک در بریتانیا است که در انگلستان واقع شده‌است.

## خصوصیات
براندون ۹٬۱۴۵ نفر جمعیت دارد.